# Internationale Golden Roof Challenge

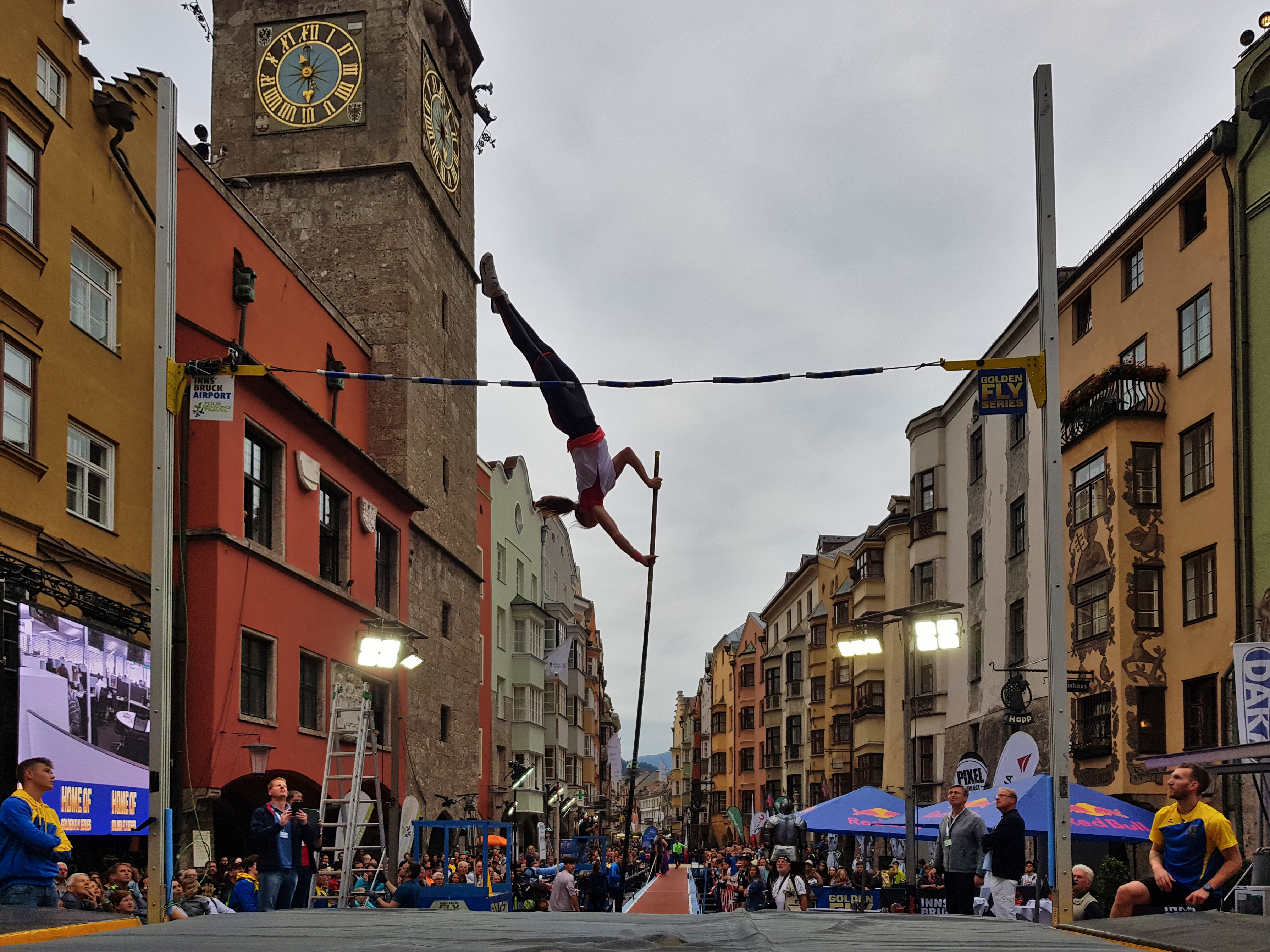
Stabhochsprung (2019)

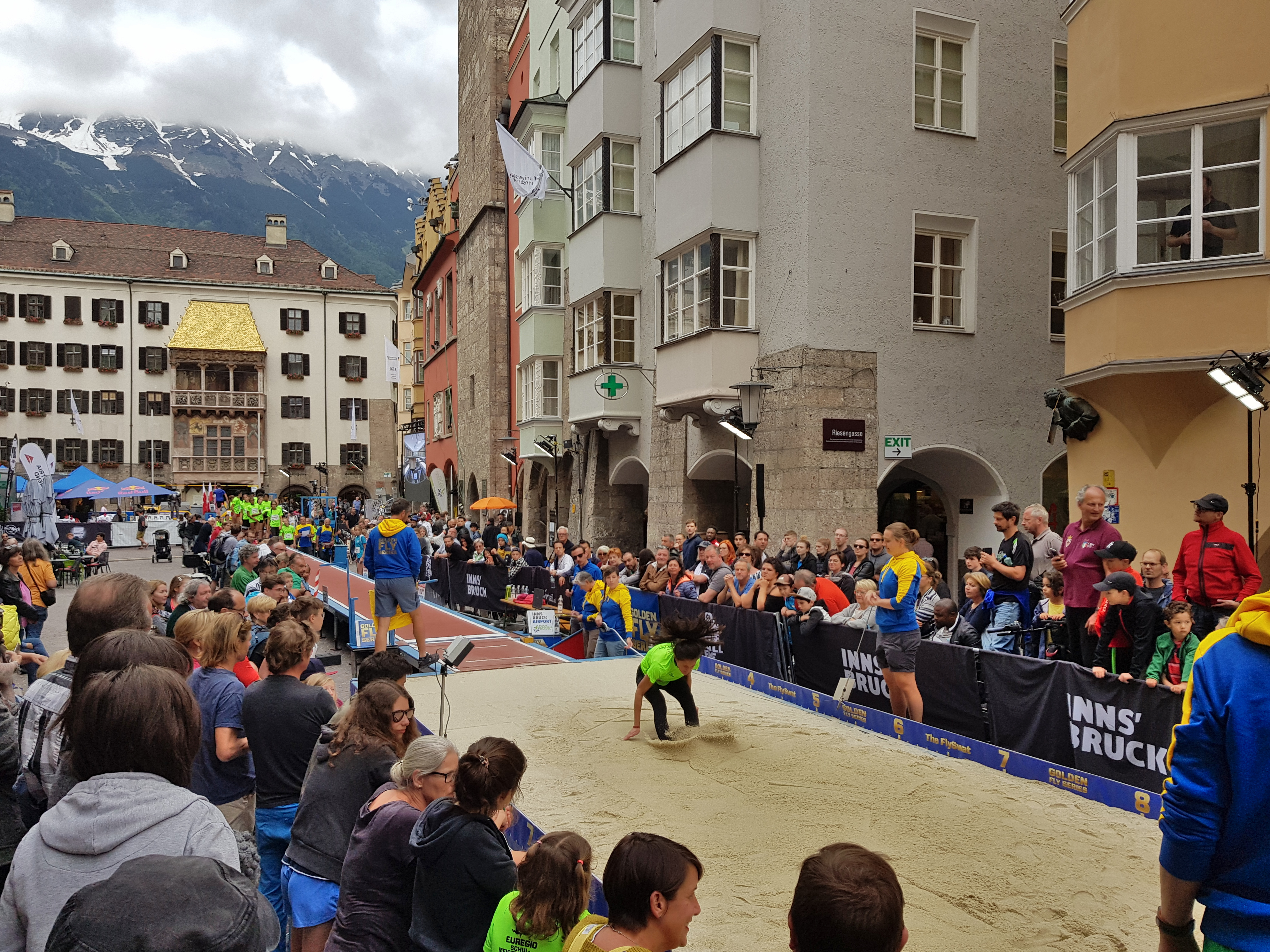
Weitsprung (2019)

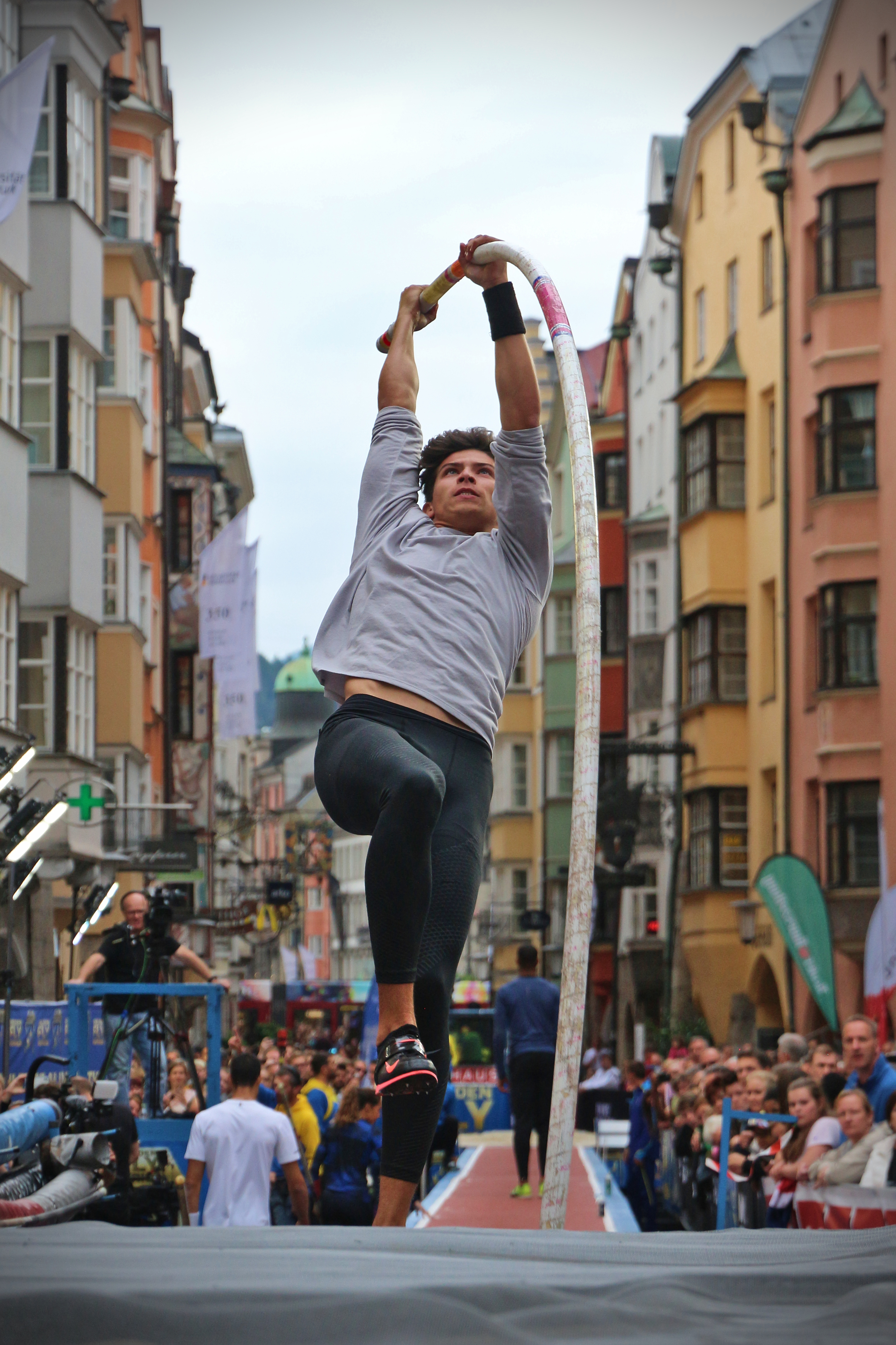
Stabhochsprung (2019)

Die Internationale Golden Roof Challenge (offiziell Golden Roof Challenge) ist ein 2005 gegründetes Leichtathletik-Meeting, das eintägig an einem Freitag oder Samstag Ende Mai oder Anfang Juni in Innsbruck stattfindet. Die mobile Sportanlage für die Wettbewerbe im Stabhoch- und Weitsprung wird inmitten der Altstadt vor dem Goldenen Dachl aufgebaut, das der Veranstaltung ihren Namen gibt.

## Statistik

### Veranstaltungsrekorde
- Stabhochsprung Männer: 5,93 m, Ernest Obiena/ Philippinen, 2021 (Asien-Rekord)
- Stabhochsprung Frauen: 4,65 m, Anschelika Alexandrowna Sidorowa/ Authorised Neutral Athletes, 2021[1]
- Weitsprung Männer: 8,18 m, Ignisious Gaisah/ Ghana, 2010
- Weitsprung Männer Paralympic: 8,18 m Markus Rehm/ Deutschland (T61) 2017, 6,93 m Stylianos Malakopoulos/ Griechenland (T62) 2020
- Weitsprung Frauen: 6,94 m, Nastassja Mirontschyk-Iwanowa/ Belarus 2020

### Siegerliste

#### Stabhochsprung
| Jahr          | Männer                      | Nation                         | Höhe (m) | Frauen              | Nation                      | Höhe (m) |
| ------------- | --------------------------- | ------------------------------ | -------- | ------------------- | --------------------------- | -------- |
| 11. Juni 2022 | Huang Bokai                 | Volksrepublik China            | 5,70     | Roberta Bruni       | Italien                     | 4,66     |
| 2021          | Ernest John Obiena          | Philippinen                    | 5,93     | Anschelika Sidorowa | Authorised Neutral Athletes | 4,65     |
| 2020          | Matt Ludwig Menno Vloon     | Vereinigte Staaten Niederlande | 5,40     | Lisa Ryzih          | Deutschland                 | 4,45     |
| 2019          | Konstandinos Filippidis -2- | Griechenland                   | 5,61     | Angelica Bengtsson  | Schweden                    | 4,61     |
| 2018          | Konstandinos Filippidis     | Griechenland                   | 5,55     | Maryna Kylypko      | Ukraine                     | 4,25     |
| 2017          | Luke Cutts                  | Vereinigtes Königreich         | 5,40     | Amálie Švábíková    | Tschechien                  | 4,25     |
| 2016          | Robert Renner               | Slowenien                      | 5,45     | Li Ling             | Volksrepublik China         | 4,40     |
| 2015          | Edi Maia                    | Portugal                       | 5,50     | Fabiana Murer       | Brasilien                   | 4,60     |
| 2014          | Sergei Kutscherjanu         | Russland                       | 5,68     |                     |                             |          |
| 2013          | Jan Kudlička                | Tschechien                     | 5,00     |                     |                             |          |
| 2012          | Przemysław Czerwiński       | Polen                          | 5,60     |                     |                             |          |
| 2011          | Derek Miles                 | Vereinigte Staaten             | 5,55     |                     |                             |          |
| 2010          | Mark Hollis                 | Vereinigte Staaten             | 5,62     |                     |                             |          |
| 2009          | Fabian Schulze              | Deutschland                    | 5,61     |                     |                             |          |
| 2008          | Jeff Hartwig                | Vereinigte Staaten             | 5,60     |                     |                             |          |
| 2007          | Daniel Ryland               | Vereinigte Staaten             | 5,41     |                     |                             |          |
| 2006          | Michael Stolle              | Deutschland                    | 5,45     |                     |                             |          |
| 2005          | Laurens Looije              | Niederlande                    | 5,40     |                     |                             |          |

#### Weitsprung
| Jahr          | Männer                  | Nation      | Weite (m) | Frauen                          | Nation      | Weite (m) |
| ------------- | ----------------------- | ----------- | --------- | ------------------------------- | ----------- | --------- |
| 11. Juni 2022 | Markus Rehm (T62) -5-   | Deutschland | 8,66 WR   | Maryna Bekh-Romanchuk -3-       | Ukraine     | 6,86      |
| 2021          | Markus Rehm (T62) -4-   | Deutschland | 7,95      | Nastassia Myronchik-Ivanova -2- | Belarus     | 6,55      |
| 2020          | Rushwal Samaai          | Südafrika   | 8,03      | Nastassia Myronchik-Ivanova     | Belarus     | 6,94      |
| 2019          | Juan Miguel Echevarría  | Kuba        | 8,15      | Maryna Bekh-Romanchuk -2-       | Ukraine     | 6,74      |
| 2018          | Markus Rehm -3-         | Deutschland | 8,15      | Maryna Bekh                     | Ukraine     | 6,56      |
| 2017          | Markus Rehm -2-         | Deutschland | 8,13      | Darja Igorewna Klischina        | Russland    | 6,48      |
| 2016          | Markus Rehm             | Deutschland | 8,18      | Lynique Prinsloo                | Südafrika   | 6,37      |
| 2015          | Radek Juška             | Tschechien  | 8,15      | Alina Rotaru                    | Rumänien    | 6,72      |
| 2014          | Pawel Schalin           | Russland    | 7,99      | Sosthene Moguenara              | Deutschland | 6,65      |
| 2013          | Sergei Morgunow         | Russland    | 7,81      | Alina Rotaru                    | Rumänien    | 6,38      |
| 2012          | Mauro Vinícius da Silva | Brasilien   | 7,98      | Jelena Sokolowa                 | Russland    | 6,83      |
| 2011          | Ignisious Gaisah        | Ghana       | 7,90      | Michelle Weitzel                | Deutschland | 6,60      |
| 2010          | Ignisious Gaisah        | Ghana       | 8,18      | Teresa Dobija                   | Polen       | 6,54      |
| 2009          | Julian Kellerer         | Österreich  | 7,74      | Melanie Bauschke -2-            | Deutschland | 6,61      |
| 2008          | Morten Jensen           | Dänemark    | 7,88      | Melanie Bauschke                | Deutschland | 6,49      |
| 2007          | Julien Fivaz            | Schweiz     | 7,50      | Simone Oberer                   | Schweiz     | 5,93      |
| 2006          | Younis Moudrik          | Marokko     | 7,65      | Jana Velďáková                  | Slowakei    | 6,48      |
| 2005          | Peter Rapp              | Deutschland | 7,96      | Bianca Kappler                  | Deutschland | 6,43      |

## Ort und AnlageThe FlySwat
Englisch fly swat bedeutet Fliegenklatsche und weist auf die Ähnlichkeit der Form der Anlage in ihrer Draufsicht hin. Die Anlaufbahn mit dem etwa doppelt so breiten Sandkasten entspricht dem langen Stiel mit Handgriff des Handwerkzeugs, das Rechteck der mehrfach breiten Hochsprungmatte der Schlagfläche.
Die Anlage, ab 2012 „The FlySwat“ genannt, wurde bis 2019 als horizontales Podest auf der etwa 160 m langen Herzog-Friedrich-Straße aufgebaut, die Teil der Fußgängerzone in der Altstadt ist. Sie führt in nördlicher Richtung zum Goldenen Dachl hin. Die 72 m lange Anlage fluchtete 2019 im Norden mit dem Haustor unmittelbar links des Goldenen Dachls. Das Podest trägt am verbreiterten Nordende die 0,8 m hohe Matte für den Stabhochsprung. Am Südende der Bahn liegt der Sandkasten für den Weitsprung.
Weitspringer laufen nach Süden: Eine bahnaxial nach Norden den Weitspringern entgegen gerichtete Filmkamera sieht das Goldene Dachl rechts oberhalb des Sportlers. Stabhochspringer laufen nach Norden an: Es gibt Kameraperspektiven, aus denen die Stabhochspringenden zusammen mit dem bis in den 4. Gebäudestock reichenden goldenen Erkerdach abgebildet werden.
Die für 2020 erneuerte, und erweiterte, flexibler einsetzbare Anlage, die nun Weitsprung, Dreisprung, Stabhochsprung, Hochsprung, Kugelstoß und Sprint erlaubt und sich auch als Plattform für Show-Acts und Modeschauen eignet, wurde im September 2020 eingeweiht. Sie trägt den Markennamen The FlySwat - MultiTrack, kann auf die Maximallänge von 83,30 m ausgefahren werden, wiegt inklusive 10 m3 Quarzsand 25 t und ist zerlegt in einem Lkw transportierbar.
Im Coronajahr wurde die Veranstaltung vom Plantermin 6. Juni auf 5. September 2020 verschoben und – wegen einer Großbaustelle am angestammten Platz – in die breitere Maria-Theresien-Straße verlegt, die die bisher genutzte Straße geradlinig nach Süden verlängert. Ihr Abschnitt nördlich der Annasäule ist etwa 140 m lang. Am 5. September 2020 gab es 750 nummerierte Sitzplätze für das Publikum bei freiem Eintritt. Die Veranstaltung im Jahr 2022 soll am 11. Juni stattfinden.

## Geschichtsbezug – Ritterspiele
Das Goldene Dachl wurde 1497–1500 im Auftrag des deutschen Königs, der 1508 zum Kaiser Maximilian I. (HRR) wurde, erbaut.
Am Platz vor dem Goldenen Dachl fanden damals Ritterturniere statt. Auf die Spiele Bezug genommen wurde 2019 zum 500. Todesjahr von Kaiser Maximilian und seit 2018 mit Aufstellung einer Ritterrüstung samt langer Stange – quasi als Maskottchen.